# Natzungen
Natzungen ist ein Stadtteil von Borgentreich im Kreis Höxter, Nordrhein-Westfalen.

## Geschichte
Die erste urkundliche Erwähnung von Natzungen geht auf das Jahr 1036 zurück, als der Bischof Bruno von Würzburg der Würzburger Kirche das Gut Sunrike (Wüstung) (Borgentreich) und seinem Ministerialen Richbold und seiner Frau Richeze zwei Hufe Land in Natesingen schenkte. Bis in das 15.  Jahrhundert hinein gab es sowohl ein Obernatzungen als auch ein Niedernatzungen (nahe dem heutigen Bahnhof Borgholz). Letzteres wurde wahrscheinlich in der Soester Fehde durch die Hussiten, welche auf der Seite des Kölner Erzbischofes Dietrich kämpften, zerstört, so dass nur der Ort Obernatzungen blieb, welches mit dem heutigen Ort Natzungen identisch ist.
Natzungen gehörte bis zu den Napoleonischen Kriegen zur Richterei Borgholz im Hochstift Paderborn. Von 1807 bis 1813 gehörte der Ort zum Kanton Borgentreich im Departement der Fulda des Königreichs Westphalen. 1816 kam Natzungen zum neuen Kreis Warburg in der preußischen Provinz Westfalen, in dem die Gemeinde bis 1937 zum Amt Borgholz und danach bis 1974 zum Amt Borgentreich gehörte.
Am 1. Januar 1975 wurde Natzungen durch § 35 Sauerland/Paderborn-Gesetz in die Stadt Borgentreich eingegliedert, die gleichzeitig zum Kreis Höxter kam.

### Einwohner
Der Ortsteil Natzungen hat 680 Einwohner.

## Kultur und Sehenswürdigkeiten

### Bauwerke

#### Pfarrkirche St. Nikolaus
Die Nikolauskirche mit im 12./13. Jahrhundert erbautem hohen und massiven, Turm aus Bruchsteinmauerwerk (wahrscheinlich als Fluchtturm genutzt, mit romanischen Fensteröffnungen im Glockengeschoss) und bemerkenswertem Barockaltar, aus der Paderborner Abdinghofkirche hierhin übertragen.

#### Antoniuskapelle
Die kleine Antoniuskappe befindet sich am nordöstlichen Ortsrand und wurde 1763 von der Natzunger Gutsherrenfamilie von Sieghardt errichtet, als Dank für ihre und die Verschonung der Natzunger Bevölkerung im Siebenjährigen Krieg. Damit gehört die Antoniuskapelle zu den Votivkapellen.

#### Herrenhaus Natzungen
Das Herrenhaus Natzungen (auch Schloss Natzungen genannt) ist ein denkmalgeschützter, ehemaliger Landadelssitz in Natzungen.

### Veranstaltungen
Alle zwei Jahre findet am zweiten Juli-Wochenende ein Schützenfest in Natzungen statt.